# تپه مهدی‌آباد ۳
تپه مهدی‌آباد ۳ مربوط به دوره ساسانیان است و در شهرستان بوئین‌زهرا، روستای مهری آباد واقع شده و این اثر در تاریخ ۲۵ اسفند ۱۳۷۹ با شمارهٔ ثبت ۳۲۲۶ به‌عنوان یکی از آثار ملی ایران به ثبت رسیده است.